# Chorizanthe uniaristata
Chorizanthe uniaristata Torr. & A.Gray – gatunek rośliny z rodziny rdestowatych (Polygonaceae Juss.). Występuje naturalnie w południowo-zachodnich Stanach Zjednoczonych – w Kalifornii. 

## Morfologia
PokrójRoślina jednoroczna dorastająca do 5–40 cm wysokości.
LiścieBlaszka liściowa liści odziomkowych jest owłosiona i ma odwrotnie lancetowaty kształt. Mierzy 5–15 mm długości oraz 2–8 mm szerokości. Ogonek liściowy jest owłosiony i osiąga 5–20 mm długości.
KwiatyZebrane w wierzchotki jednoramienne, rozwijają się na szczytach pędów, w kątach wewnętrznych listków okrywy (ang. phyllaries). Okwiat ma obły kształt i barwę od białej do zielonkawej, mierzy do 2–3 mm długości.
OwoceNiełupki o kulistym kształcie, osiągają 2–3 mm długości.

## Biologia i ekologia
Rośnie w chaparralu, zaroślach oraz na łąkach. Występuje na wysokości od 800 do 1900 m n.p.m. Kwitnie od kwietnia do lipca.